# Dombóvár–Bátaszék-vasútvonal
A Dombóvár–Bátaszék vasútvonal a MÁV 50-es számú, nem villamosított vonala a Dél-Dunántúlon.

## Fekvése
A Völgységet átszelő vasútvonal összességét tekintve nyugat-északnyugat – kelet-délkelet fekvésű. Déli irányban hagyja el Dombóvár települést. A dombóvári delta mindkét ágáról, Dombóvár és Dombóvár-alsó (illetve Kaposvár) irányából is lehetséges vonat közlekedtetése a vasútvonalra. Csikóstőttős után északkeleti, majd délkeleti irányba fordul. Alsómocsolád után a domborzati viszonyok miatt számos ívvel, de tartja a nyugat-északnyugat – kelet-délkelet irányt. Többször is átlépi Tolna és Baranya vármegyék határát, de kezdő- és végpontja is Tolnában található.

## Története
A vasútvonalat 1873. július 20-án adta át a forgalomnak a Duna–Drávai Vasút. Ekkor még két kanyarral küzdötték le a domborzat emelkedését a mőcsényi domb két oldalán, ezért a sínpár Szálka felé és Zsibrik felé is nagy kanyart írt le. A 607 méter hosszú alagutat 1911-ben adták át, jelenleg az ország 3. leghosszabb vasúti alagútja. Későbbi legendák szerint olasz hadifoglyok építették, de ez nem igaz, hiszen még az első világháború előtt használatba vették. Elkészülte után módosult a vasút nyomvonala, a vonal hossza több kilométerrel rövidebb lett, az egykori töltés egy részén épült meg a zsibriki bekötőút, az északi hurkot pedig átvágták, és ma már horgászhelyként hasznosítják a később létrehozott Szálkai-tónál. Máig több áteresz és aluljáró maradt meg a hurkokból, habár állapotuk egyre jobban leromlik. Fénykorában a vasútvonalnak nagy jelentősége volt, hiszen a dunántúli forgalom erre haladt át Szeged és Nagyvárad felé, a trianoni békeszerződés és a mecseki szénbányászat visszaesése óta azonban csendes mellékvonallá vált. A pálya utolsó komolyabb felújítást az 1970-es évek elején kapott.

## Forgalom
2008 és 2011 között Délkör néven közvetlen vonatok jártak a vonalon Kaposvár-Kecskemét viszonylaton, majd 2010-től InterRégió vonatok jártak Dombóvár és Kecskemét között 416-os (Uzsgyi) motorvonatokkal. 2011 óta Bz motorvonatokkal adják ki a napi 4-5 vonatpárt. A vonal utasforgalma nem jelentős.
A korábbi jelentős teherforgalom szinte megszűnt, csak áthaladó tehervonatok közlekednek, amelyeket a dombvidéki szintkülönbségek miatt jellemzően 628-as (Szergej) dízelmozdonyok továbbítanak. Hidas-Bonyhád állomáson alkalmanként fát rakodnak.